# Fundación Caja Badajoz
La Fundación Caja Badajoz, conocida comercialmente como Fundación CB, es una fundación española con sede en Badajoz. Es la sucesora del antiguo Monte de Piedad y Caja General de Ahorros de Badajoz, una caja de ahorros cuyo nombre comercial era Caja de Badajoz. Su actividad consiste en el mantenimiento y difusión del patrimonio y la obra social y cultural de la entidad.
En 2011, Caja de Badajoz segregó su negocio bancario en favor del SIP Caja3, formado junto a Caja Inmaculada (CAI) y Caja Círculo, el cual fue adquirido por Ibercaja Banco en 2013 y absorbido en 2014.
El 11 de diciembre de 2013, la Asamblea General de Caja de Badajoz aprobó la transformación de la entidad en una fundación de carácter especial. El 13 de mayo de 2014, el Patronato de la Fundación de Carácter Especial Caja Badajoz acordó iniciar un proceso de análisis para la transformación de la misma en fundación ordinaria, y la entidad pasó a convertirse en una fundación ordinaria.
Tras la adquisición de Caja3 por Ibercaja Banco, los accionistas de Caja3 (entre ellos, Fundación Caja Badajoz) pasaron a convertirse en accionistas de Ibercaja Banco. A 31 de diciembre de 2024, la fundación poseía un 3,90% de dicho banco.

## Historia
Fundada por Real Orden de 12 de marzo de 1889, a propuesta de la Sociedad Económica de Amigos del País, Caja de Badajoz ha vivido básicamente tres etapas claramente diferenciadas. En la primera, de tipo tradicional, prima la tesorería sobre la inversión, y abarca hasta la década de los años sesenta. A partir de esta fecha se inicia una etapa expansiva, en la que se impulsa el crecimiento, intensificando la apertura de nuevas oficinas dentro de la provincia.

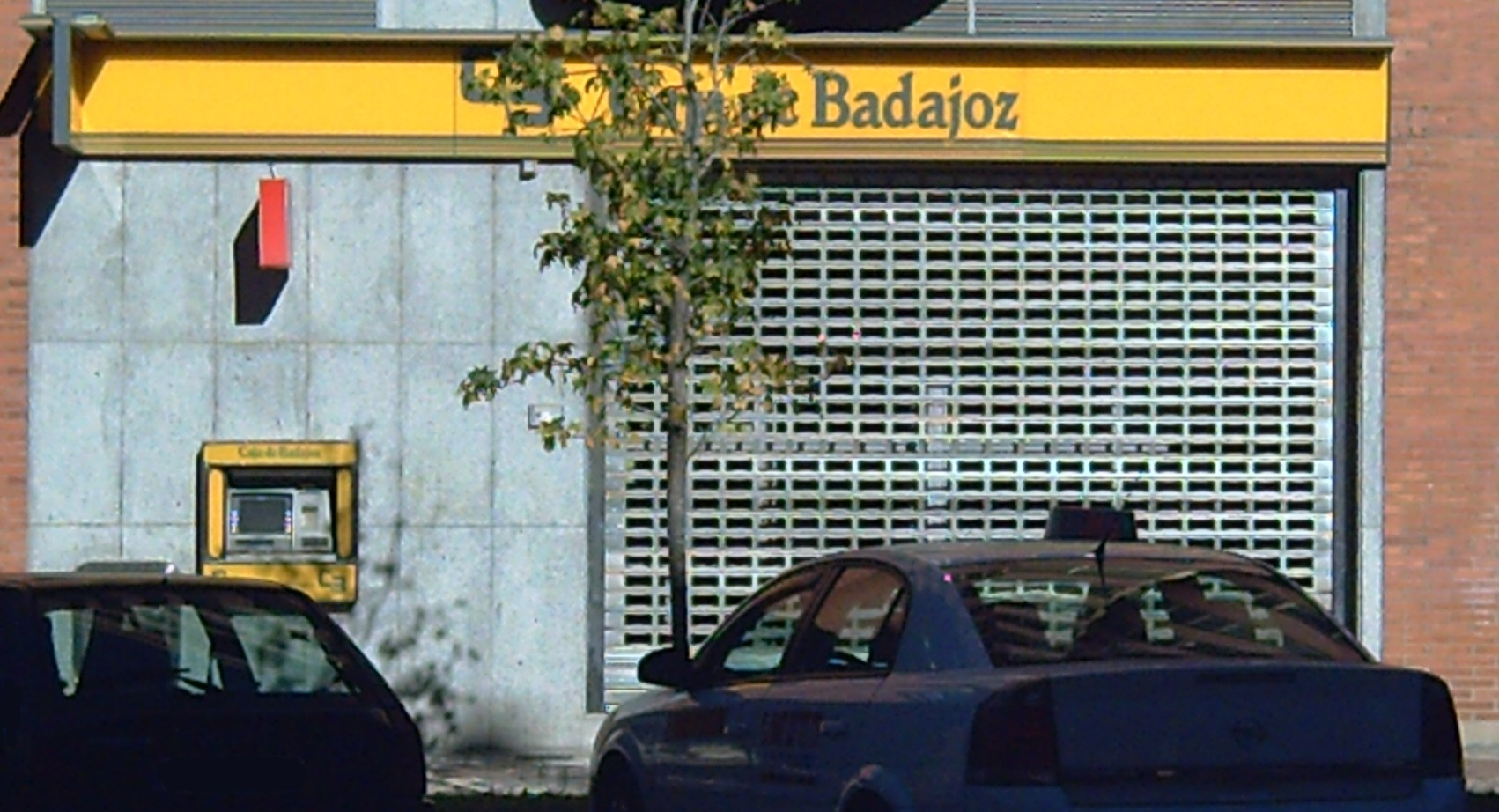
Sucursal de la Caja de Badajoz en Burgos, 2007.

El año 1986 marca el inicio de una nueva etapa de gestión, y el equipo directivo diseña unas líneas estratégicas en las que se concede prioridad a la rentabilidad y a la solvencia sobre el crecimiento.
Desde hace ya varios años, gracias a las líneas de actuación asumidas, la Caja de Badajoz ocupa posiciones de privilegio dentro del sector.
Al mismo tiempo, en esta última etapa, la empresa ha extendido su red por todo el territorio nacional. En 1989, coincidiendo con sus primeros cien años de existencia, se inicia la expansión nacional, con la apertura de oficinas fuera de la Comunidad autónoma extremeña, de cara a lograr crecimiento y difusión fuera de su entorno tradicional de actuación. A ello hay que añadir la presencia en Portugal desde 1991.

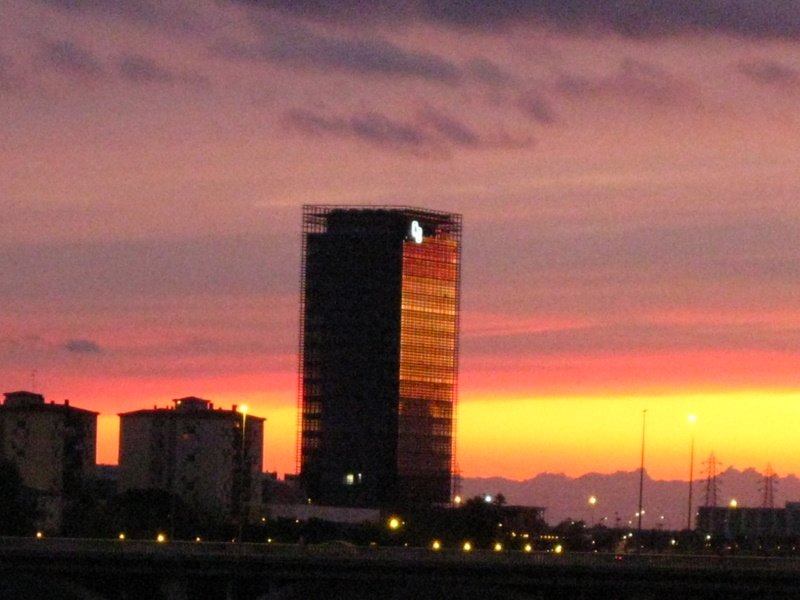
Torre de Caja Badajoz, sobresaliendo en la línea del horizonte. Badajoz, diciembre de 2011

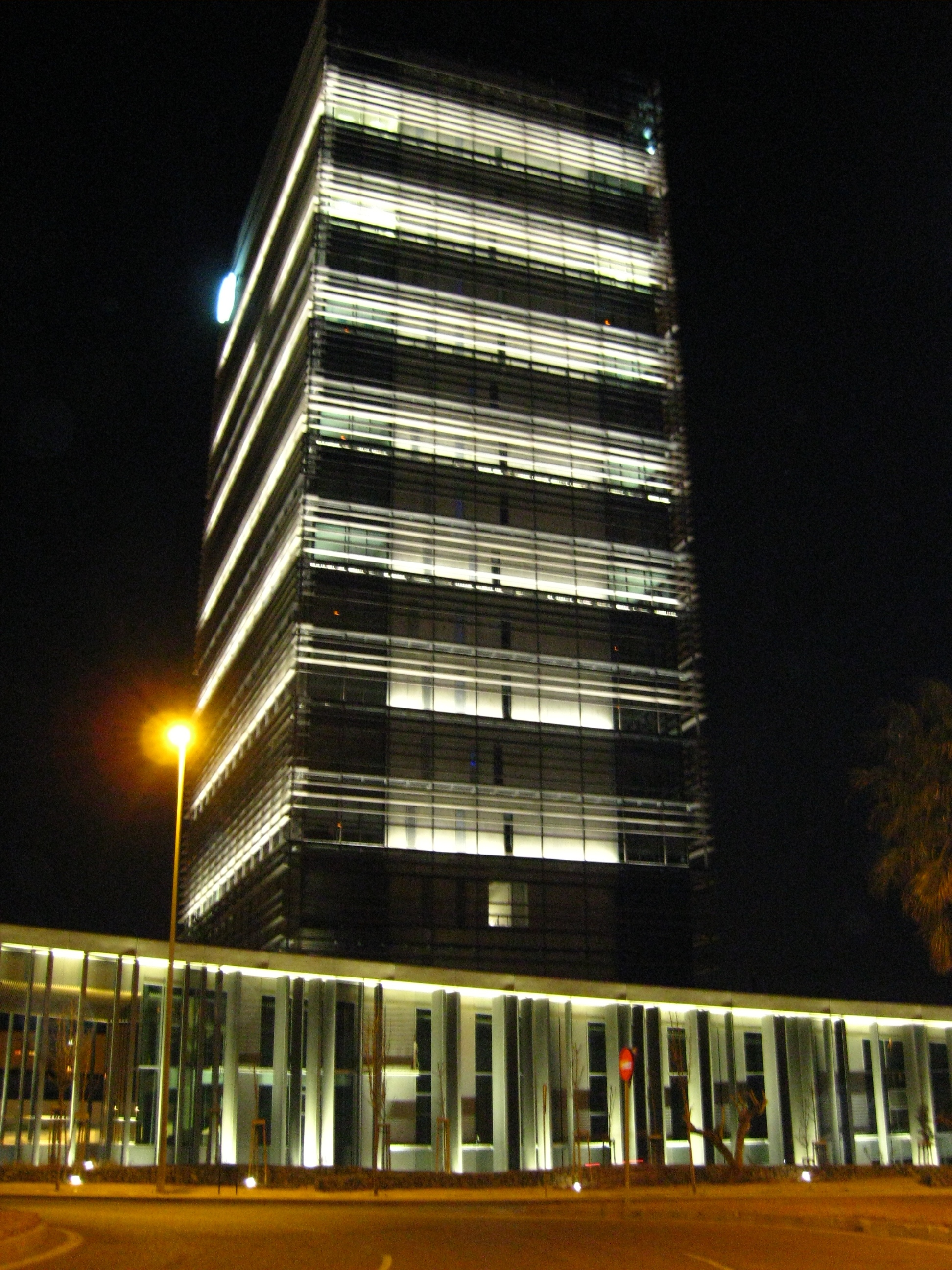
Edificio de Caja Badajoz iluminado. Primeros de 2012

En verano de 2007, se presentó el proyecto de construcción de la nueva sede de Caja Badajoz, la Torre de Caja Badajoz. Es un centro financiero que cuenta con una torre de 88 metros de altura, lo que lo convierte en el edificio más alto de Extremadura.
En octubre de 2008 empezó la construcción de la nueva sede social de la caja. Está edificada en una parcela junto al Puente Real y el río Guadiana, en la zona de Valdepasillas.
El edificio, un diseño del arquitecto Antonio Lamela en colaboración con el estudio británico Hook, consta de 2 partes, un base que alberga la oficina principal, restaurante, sala de exposiciones, auditorio y otros servicios tanto para clientes y trabajadores, y una torre de 88 metros de altura que acoge las oficinas propias y para alquilar, así como la sala del consejo y los despachos de directores en la última planta.

### Caja3
En junio de 2010, en plena oleada de fusiones de las cajas de ahorros españolas, acordó crear un Sistema Institucional de Protección (SIP) con Caja Círculo y Caja Inmaculada (CAI), llamado Caja3, y que empezó a operar el 1 de enero de 2011.
El 25 de julio de 2013, Ibercaja Banco adquirió el 100% de Caja3 arrancando así la segunda fase de la integración en la que convivieron transitoriamente las dos entidades. Ibercaja Banco quedó participado en un 87,8% por la caja de ahorros fundadora y en un 12,2% por las tres cajas accionistas de Caja3, entre ellas Caja de Badajoz (con un 3,90%). Dicha integración culminó el 1 de octubre de 2014 con la fusión por absorción de Caja3 por Ibercaja Banco.
Antes de la adquisición de Caja3 por Ibercaja Banco, Caja de Badajoz tenía el 32% del accionariado de Caja3 aunque, inicialmente, poseía el 29%.
Tras la adquisición de Caja3 por Ibercaja Banco, la imagen corporativa del grupo Ibercaja se añadió a las oficinas de Caja de Badajoz. Varios años más tarde, se unificó la imagen de todas las oficinas con la marca "Ibercaja".

### Transformación en fundación
El 11 de diciembre de 2013, la Asamblea General de Caja de Badajoz aprobó la transformación de la entidad en una fundación de carácter especial. Se aprobó la constitución de su primer patronato, formado por los 16 miembros del anterior consejo de administración, presidido por Francisco Manuel García Peña.
El 18 de marzo de 2014, la Junta de Extremadura autorizó la transformación en una "fundación de carácter especial", con "pérdida de la autorización para actuar como entidad de crédito". Con esta transformación, "se garantiza la continuidad de la obra benéfica y social que venía desarrollando esta entidad por parte de la futura fundación de carácter especial". El 12 de mayo de 2014, fue dada de baja en el Registro de Entidades del Banco de España. El 13 de mayo de 2014, el Patronato de la Fundación de Carácter Especial Caja Badajoz acordó iniciar un proceso de análisis para la transformación de la misma en fundación ordinaria, y la entidad pasó a convertirse en una fundación ordinaria.

## Obra social
En 2017, se esperaba que el presupuesto que Ibercaja Banco destinara al mantenimiento de la Obra Social de las fundaciones accionistas del mismo (entre ellas, Fundación Caja de Badajoz) superara los 30 millones de euros.

## Exposiciones
En 2023 abrió su sede en la Calle Montesinos 22 con una sala permanente dedicada a la obra del pintor y muralista español Francisco Pedrajaz. Cuenta con dos salas de exposiciones para muestras temporales de arte contemporáneo, donde mostraron las obras de Jam Montoya y las esculturas de Juan Gamino.Es sede del Premio Internacional de Pintura Francisco Pedraja Muñoz, que ganó el pintor Ángel Pérez Espacio en su secunda edición. Acompañan el premio anualmente con una exposición de finalistas seleccionados. En 2024 mostraron así obras de Ruth Morán, Ramón de Arcos, José Arnau Belén, Daniel Garbade, Esteban Muriel o Annette Schock.